# Urica (Venezuela)
Pour les articles homonymes, voir Urica.
Urica est le chef-lieu de la paroisse d'Urica située à 45 km au sud-est de la localité de Santa Inés, dans l'État d'Anzoátegui, au Venezuela. Ses coordonnées géographiques sont : 09° 43’ 00” de latitude nord et 64° 00’ 30” de longitude ouest.

## Histoire
La localité est fondée par les Espagnols au milieu du XVIIIe siècle, sur une plaine baignée par les eaux de la rivière Urica et de la rivière Amana. Elle est entourée des sites d'élevage d'Anzoátegui, de haute renommée, et est connue comme grande productrice de petits fruits.
Dans la localité eurent lieu de mémorables actions de guerre, telles comme celles de José Félix Ribas et de José Francisco Bermúdez contre José Tomás Boves. Le 12 septembre 1814 s'y déroula la bataille de Curareque ; le 5 décembre de cette même année, la célèbre bataille d'Urica, dans laquelle périt Boves, raison pour laquelle son tombeau se trouve dans le village. Le 27 avril 1870 y eut lieu la bataille d'Altagracia, et le 20 février 1902, la bataille du Pont.
En 1879, par disposition du Congrès National de la République, il fut créé le Grand État d'Orient, dont la capitale devait être Urica. Cette division politique territoriale constitué alors par les actuels États d'Anzoátegui, de Sucre et de Monagas, sera maintenu jusqu'à 1881, lorsqu'il reçut le nom d'État de Bermúdez, pour enfin adopter, en 1898, la dénomination d'État de Sucre.